# Манастир Свете Тројице Антоније-Сијски
Манастир Свете Тројице Антоније-Сијски је мушки манастир Архангелске епархије Руске православне цркве, који се налази на полуострву у Великом Михајловском језеру у близини села Антоњево-Сијски манастир у Холмогорском округу.
Основао га је 1520. године Свети Антоније Сијски који је имао  истакнуту улогу у руској историји и култури у 16. и 17. веку. Градитељска целина манастира чија је  градња започета у 16. веку коначно је уобличила пред крај 17. века. Први и главни храм била је црква Свете Тројица, по којој манастир носи име. Током скоро 40 година Антонијевог деловања формиране су три цркве (од дрвета): Свете Тројице, Благовештења и Светог Сергија Радоњешког.
Верује се да је манастир дуго био центар културног, духовног, па и привредног живота у северном делу Русије. Овде су боравиле многе историјске личности, а активно се развијала рукописна школа, од којих се нека дела тренутно чувају у највећим архивима Русије. Огроман библиотечки фонд, који се формирао током дугог живота манастира, не може да промакне пажњи. Такође је вредно напоменути да је управо овде настао изузетан споменик древне руске културе - оригинал Сијског иконописа са 500 слика-цртежа са икона западноевропских гравура.
Манастир је тренутно активан, а Богослужења се обављају свакодневно.

## Положај
Манастир Свете Тројице Антоније-Сијски  се налази на полуострву у Великом Михајловском језеру у близини села Антоњево-Сијски манастир у Холмогорском округу  административно-територијалној јединици (округу)  и општинској формацији (општинском округу) у саставу Архангелске области Руске Федерације. 
Ако се путујте сопственим превозом аутопутем М8  Архангелск-Москва након 152 км, стиже се до ознаке за скретање за „Манастир Антоније-Сијски“.

## Историја
Манастир Свете Тројице Антоније-Сијски основао је 1520. године монах Антоније, након што је напустио Шелексенску Николску испосницу, и са монасима се настанио на обали Великог Михајловског језера и реке Сије, тада у потпуно ненасељеном подручју. Ппоневши са собом иконе Светог Александра, и Светог Исаије, он се настанио на овом месту уз дозволу великог московског кнеза Василија III (који је владо од 1505. године, и другог од пет синова Ивана III и Софије Палеолог). 
Река Сија (притоки Северна Двина ), која извире из језера, дала је име манастиру.
Ауторитарна политика монаха овог манастира изазвала је у периоду између 1577. и 1578. године немире код манастирских сељака, којима су се придружили и  црнокоси сељаци (који за разлику од кметова, нису били лично зависни, па су стога плаћали порез не у корист земљопоседника, већ у корист руске државе), из Јеметског логора и Двинског округа.
Године 1543.  земља на обали Великог Михајловског језера и реке Сије дата је монасима на управљање. После две године манастир је добио финансијске и судске бенефиције, а 1587. стигло је и писмо цара Фјодора Ивановича за изградњу камене катедрале. 
Због удаљености манастира и смутних времена, посао се протегао у четири владавине и трајао је укупно 20 година. Градња храма Свете Тројице  започела је према повељи цара Фјодора Ивановича од 8. новембра 1587. године, у којој је наређено да изградњу храма  надгледа мајстор Захар послан из престонице.
У то време (од 1601. до 1605. године) овде је био заточен бојар Фјодор Никитич Романов (касније Патријарх московски и целе Русије), отац будућег цара Михаила Федоровича, оснивача династије Романових, који је био прогнан по налогу Бориса Годунова. Он се у манстиру замонашио под именом Филарет.
Градња храма завршена  је 30. јула 1606. године,  а његово освећење обљено је следеће (1607) године.
Још за живота Антонија, манастир је био утицајна црква и административни центар Подвиња, добро познатог у Москви.  
Манастиру Свете Тројице Антоније-Сијски био је припојен манастир Иваново Јемецки који је постојао до 1613. године у округу Холмогори, на око 180 км од Архангељска на реци Јемце.
До краја 17. века овде се постепено појављује ансамбл камених грађевина.
- До краја 16. века саграђена је Тројичка катедрала са капелом у част Светог Антонија Сијског (његове свете мошти су под чуном).[5]
- Црква Благовештења са трпезаријом и одајама појавила се у првој половини 17. века.[8]
- Црква Три Јерарха Московска са звоником подигнута је 1652. године.[9]
- И, коначно, 1770-их година  подигнута је камена портна црква са 3 престола Светог Андреја Првозваног, Светог Сергија Радоњешког, Флоруса и Лаура.[1]

У предпетринско доба, Сијски манастир је био један од највећих центара духовног живота на руском северу. Из збирке манастирских књига потичу јединствени рукописи као што су Сијско јеванђеље из 16. века и илустровани календари. 
У библиотеци манастира, која је формирана током неколико векова налази се највећа колекција руком писаних и штампаних књига на руском северу после Соловецког манастира. Овде су се могле наћи:
- библијске и богослужбене књиге,

- дела отаца и учитеља цркве,

- свакодневна литература,

- споменици црквеног права и полемике,

- уџбеници из космографије, географије, лингвистике, па чак и уметности.

Библиотека је попуњена и познатим историјским личностима. Међу њима се може разликовати Иван Грозни, захваљујући коме се у Антоњевско-Сијском манастиру појавило Јеванђеље по Луки са тумачењем Теофилакта Бугарског.
Подаци о иконописцима сачувани су у писаним документима. Монах Антоније је био ктитор манастира и иконописац, а иконописци су били и игуман Теодосије и архимандрит Никодим који су живели у 17. веку.
У 20. веку цео архив је пренет у Архангелско античко складиште, а данас су Библиотека Академије наука, Руска национална библиотека и Руска државна библиотека власници многих рукописа. Само део књига, укључујући и модерне, доступан је за преузимање на званичном сајту. Поред духовног штива, свако може да се упозна и са неколико публикација о манастиру.
Вредно је напоменути да је 1730. године у манастиру боравио први велики руски природњак Михаил Ломоносов, коме је уручен капут од овчије коже да улепша дуго путовање до Москве.
До краја 18. века манастир је постепено пропадао,јер није обнављан. Захваљујући томе предпетровске грађевине овог манстира избегле уобичајене обнове ус тилу тога врема, па је манастир у целини задржао свој првобитни изглед.
Године 1858. Фјодор Верховцев је направио нови манстирски реликвијар за мошти монаха, који је освештао 7. маја 1859. године епископ Александар .

### Манастир након Октобарске револуције
После Октобарске револуције, стари документи су одузети од монаха и пребачени у Архангелски регионални архив, одакле су транспортовани у Москву 1958. и 1966. године. 
Манастир је за верску службу затворен одлуком Јеметског окружног извршног комитета од 12. јуна 1923. и одлуком президијума Архангелског покрајинског извршног комитета од 11. јула 1923. године. 
Следиле су нове одлуке совјетских власти којима је манастирски комплекс коришћена за потребе радне комуне, колективне фарме, а у његовим објектима су се једно време налазили:
- дом за одмор  раднике дрвне индустрије,
- дом за децу са инвалидитетом,
- старачки дом,
- пионирски камп „Автомобилист“ за децу запослених у аутотранспортним предузећима у Архангељску и Северодвинску, од 1970-их.
- дача Архангелског обласног извршног комитета.

### Враћање манастира РПЦ
Током 1992. године манастирски комплекс је враћен Руској православној цркви, која је одмах започела обнову манастира.
Обновом манастира једно време руководио је игуман, касније архимандрит Трифон (Плотников), тачније до 31. маја 2010. године, када је из здравствених разлога разрешен дужности игумана манастира.
Тренутно у манастиру има 13 монаха, и око 60 сталних радника. 
Оживљавање манастира у њему је оживела  и литургијска, духовно-просветна, друштвена и добротворна, мисионарска делатност, а монаси Антоњевско-сијског манастира учествовали су у бројним црквено-археолошким експедицијама  у околини Кожезерског (1997) и Красногорског (1998) манастира.
По древном предању, у Антоњевско-сијском манастиру је поново успостављена монашка библиотека, иконописна радионица и производња свећа.
Газдинство има сенокосе, оранице, мале шумске парцеле, сточарску фарму, шталу,  пластенике, гаражу, пекару, машинску, столарску, крзнарску, и друге радионице.
Монаси манастир Антоније-Сијски воде бригу и о неколико околних парохија епархије које немају свештенике.
Сваке године манастир посети до 5 хиљада руских и страних ходочасника.
Рестаураторски радови у манстиру су и даље у  току.   
Јутарње службе у манастиру Сијски почињу у 7:00 радним данима, а у 9:00 празницима и викендом. Вечерње је у 16:30, суботом - у 18:00. 

## Архитектура
Градњу храма извео је артел зидара из Вологде, комбинујучи технике новгородске архитектуре (изградња сводова на сводовима ниског обима) и московске технике  (лучне везе у западном зиду, широки антаблатур испод закомара) .  
Отприлике 100 година након изградње, храм је био препокривен на четири воде, а тада је промењен и облик централне куполе. 
Почетна Благовештенска црква , заједно са трпезаријом и келарским одајама, основана је 1638. године и подигнута за пет година на месту раније постојеће цркве брвнаре. Да постојећи објекат понавља архитектонско решење старе цркве сведоче ови атрибути дрвене храмовне архитектуре: 
- дводелни олтар,
- две минијатурне куполе над два олтара (изгубљене),
- високи шатор на осмоугаонику средње величине.

Вероватно је у исто време када и трпезарија подигнут и манастирски звоник. Тешко је утврдити тачан датум његове изградње: писмо за почетак радова издао је 1593. године Фјодор Јоанович, а освећење је извршено тек 1661. године, за време владавине Алексеја Михајловича.
Свете порте са Сергијевом црквом и двоспратне ћелије подигнуте су после пожара 1658. године, између 1661. и 1687. године. Коначно, сав градитетељски посао је завршен тек 1699. године. Сачуван је запис да је касније овај архитектонски комплекс дозидан са најбољом архитектуром, и са приложеним дневним собама.

## Манастирска архива и ризница
У манастиру је током његоовог вишевековног постојања сакупљена огромна архива која је бројала преко 20 хиљада архивских јединица: стотине депозита, пописа прихода и расхода итд.
Манастирска ризница је поседовала и величанствена дела руске јувелирске уметности, међу којима су значајнија:
- чаша за благослов (1583),

- панагија (1608), која је припадала је сијском игумену Теодосију
- драгоцени полијелеј поклон патријарха Филарета из 1628. године.

У манастиру је настао изузетан споменик древне руске културе - Сијски иконописни оригинал са 500 цртежа са икона западноевропских гравура.

### Богослужбени предмети
У манстиру се налазе следећи богослужбени предмети:

#### Светиње
- Чудотворна слика Богородице "Смоленскаја"
- Слика Богородице "Владимирскаја"
- Чудотворна икона Животворне Тројице
- Икона Богородице "Нежност"

#### Сакристије
- Јеванђеоски олтар московске штампе, 7135 (1627)
- Олтарско јеванђеље 7189 (1681) од Патријаршијског ризничара Пајсија
- Олтарско јеванђеље из 7189 (1681), сребрни путир и ваздух, прилози племића Семјона Тимофејевича Риморјева
- Апраково јеванђеље из 17. века
- Јеванђеље 15-16 века које припада Светом Антонију
- Чудотворна слика Богородице "Смоленскаја"
- Одежде од персијске материје
- Слика Богородице "Владимирскаја"
- Служба монаху Антонију Чудотворцу
- Одежда Светог Антонија
- Јеванђеље, 1570-те
- Дрвена светиња за чување светих остатака
- Олтарски крст
- Објашњење Јеванђеља о јеванђелисту Луки
- Велико јеванђеље из 17. века
- Чудотворна икона Животворне Тројице
- Икона Богородице "Нежност"
- Вео на раку Светог Антоније из Сије.

## Свето језеро
Свето језеро се налази десетак километара од Михајловског према селу Јеметску. На стрмој обали Светог језера налази се древни пагански храм, на чијем месту је подигнут православни крст. 
Према легенди, један сељак, који је дуго био болестан од лепре или неке друге сличне болести, пецајући  рибу у овом језеру, умочио је ноге у воду и одједном осетио оздрављење у ногама, а када је уронио у воду опоравило се и цело његово тело. На место исцељења поставио је Казанску икону Богородице.
Захваљујући овом  чудесном исцељењу, језеру су мештани дали назив Свето језеро.